# Straßenbahn Wien Type B, b (1951)
Die 1951 in Dienst gestellte Type B der Wiener Straßenbahn waren die ersten Triebwagen, die nach dem Zweiten Weltkrieg für die Wiener Stadtwerke – Verkehrsbetriebe neu konstruiert wurden. Die Serie umfasste 50 Zwei-Richtungs-Triebwagen, ab 1952 verkehrten sie praktisch ausschließlich mit den dazu entworfenen und in einer Serie von 90 Stück gebauten Beiwagen der Type b.

## Geschichte

### Typenbezeichnung
Die Wiener Stadtwerke – Verkehrsbetriebe begannen nach dem Zweiten Weltkrieg mit der alphabetischen Bezeichnung ihrer Fahrzeugtypen neu mit A (für den noch im Krieg gelieferten, aber erst danach in Dienst gestellten Kriegsstraßenbahnwagen). Demnach erhielt die hier besprochene Triebwagentype die Bezeichnung B. Zuvor war diese Bezeichnung schon von 1898 bis 1937 für eine kleinere Triebwagentype verwendet worden. Aktuell (2022) wird als Type B die 35 Meter lange ältere Serie der ULF-Niederflurstraßenbahnen bezeichnet (B₁ ist die neuere, zweite Generation).
Für Beiwagen war die Bezeichnung b1 von 1873 bis 1930, b2 und b3 von 1873 bis 1929 verwendet worden.

### Historie
Aus finanziellen Überlegungen, aber auch mangels Erfahrung mit modernen vierachsigen Fahrzeugen (siehe dazu die negativen Erfahrungen mit der ab 1952 ebenfalls von Simmering-Graz-Pauker konzipierten Type C) griff man auf das alterprobte Konzept zweiachsiger Fahrzeuge, die je nach Bedarf solo oder mit einem oder zwei Beiwagen eingesetzt wurden, zurück. Die Triebwagen wurden zum größeren Teil 1951, die restlichen 1952 geliefert. Zum ersten Mal wurden B-Triebwagen am 9. September 1951 auf den Ringlinien A/AK/B/BK eingesetzt. Dabei wurden sie zunächst mit Beiwagen der Vorkriegstypen m2 und m3, später auch der moderneren Type k6 kombiniert, weil die passenden b-Beiwagen erst ab April 1952 ausgeliefert wurden. Dann allerdings wurden B-Triebwagen praktisch ausnahmslos mit b-Beiwagen eingesetzt.
Technische Änderungen im Jahr 1953 betrafen die Fahrschalter und die Schaltung der Schienenbremse. Eine weitere Änderung der Bremsschaltung 1975 bewirkte, dass nur noch ein Beiwagen der Type b mitgeführt werden durfte. Bis dahin waren Drei-Wagen-Züge (B–b–b) möglich gewesen, wobei es aber bei Einsatz im Zwei-Wagen-Zug (B–b) zum Überbremsen des Beiwagens kam.
Bis zu ihrer Ausmusterung wurden Züge der Typen B und b auf den Linien A, AK, B, BK, J, T, TK, 6, 8, 9, 11, 18, 118, 21, 22, 24K, 24R, 25, 25K, 25R, 36, 37, 39, 62 und 71 eingesetzt.
Ein erster Triebwagen wurden 1972 nach einem Unfall ausgeschieden. Ab 1974 wurden die Fahrzeuge sukzessive außer Dienst gestellt, wobei insgesamt 21 als Hilfstriebwagen zu verschiedenen Zwecken herangezogen und je nach Verwendungszweck auch adaptiert wurden (Type BH). Im Personenverkehr fand der letzte Einsatz am 31. Oktober 1979 auf der Linie 71 statt.
Erhalten geblieben sind Triebwagen Nr. 51 und 71 sowie die Beiwagen Nr. 1401 und 1482 in der Sammlung Wiener Tramwaymuseum (WTM) sowie Triebwagen Nr. 65 und 97 im Museum Historama Ferlach der Nostalgiebahnen in Kärnten.

## Ausstattung und Technik
Triebwagen und Beiwagen waren weitgehend gleichartig gestaltet. Die Wagen waren als Zwei-Richtungs-Fahrzeuge konzipiert, sodass sie vorne und hinten zweiteilige Schiebetüren auf beiden Seiten mit einer dahinter gelegenen Auffangplattform für die Fahrgäste, die Triebwagen überdies an beiden Enden einen Führerstand aufwiesen. Der eigentliche Fahrgastraum war von den Plattformen nicht durch weitere Türen abgeteilt. Die Sitze waren in Abteilanordnung im Verhältnis 2 + 1 montiert.
Die Wagenkästen waren aus Stahl gefertigt und hatten seitlich drei große Fenster, von denen ursprünglich nur die beiden mittleren geöffnet werden konnten (was zur besseren Durchlüftung 1953 geändert wurde, sodass nun alle Fenster zu öffnen waren). Die Triebwagen hatten außerdem einen Dachluftkanal, dessen vergitterte Einlassöffnungen sich oberhalb der Frontscheiben befanden und den Wagen ein charakteristisches Aussehen verliehen.
Die Stromzuführung erfolgte über einen Scherenstromabnehmer von der Oberleitung zu den beiden Fahrmotoren, die durch Nockenfahrschalter für sitzenden Fahrer mit 12 Serien- und 9 Parallelstufen sowie 14 Bremsstufen gesteuert wurden. Als Bremsen standen neben der generatorischen Bremse Schienenbremsen mit 5 Tonnen Anpressdruck sowie eine Handbremse zur Verfügung. Die Schiebetüren waren durch ein Druckluftsystem zu schließen. Dieses war jedoch vor allem in den ersten Jahren des Einsatzes im Winter störungsanfällig durch gefrierendes Kondenswasser. Außerdem waren die Sandstreuvorrichtung und nach einem einige Jahre später erfolgten Umbau auch die Scheibenwischer des Triebwagens mittels Druckluft zu betätigen. Kompressor und Hauptluftbehälter befanden sich im Triebwagen; die Verbindung zu den Beiwagen erfolgte durch eine separate Druckluftleitung neben der damals gerade eingeführten elektrischen Verbindung durch ein mehrpoliges Kabel.
Zum ersten Mal bei einem Wiener Fahrzeug gab es eine optisch-akustische Signaleinrichtung für die Abfertigung des Zuges. War bisher bei Abfertigung durch Glockensignale die Reihenfolge vom letzten Wagen nach vorne einzuhalten, konnte nun der Fahrer durch Kontrollleuchten erkennen, welcher Wagen bereits abfahrbereit war, sodass jeder Wagen nach Beendigung des Fahrgastwechsels individuell in beliebiger Reihenfolge abgefertigt werden konnte.
Die länglichen Tafeln zur Anzeige des Fahrziels wurden nicht mehr wie bei älteren Fahrzeugen außen an der Fahrzeugfront aufgehängt, sondern in einen beleuchtbaren Zielschildkasten oberhalb des Front- bzw. des Heckfensters eingeschoben. Auf den Dächern der Triebwagen waren jeweils rechts vorne Zwei-Sicht-Dachsignale zur Anzeige der Linienbezeichnung montiert. Außerdem hatten die Triebwagen an den Ecksäulen des Wagenkastens die seit 1938 als Fahrtrichtungsanzeiger vorgeschriebenen roten Leuchten.

## Bilder

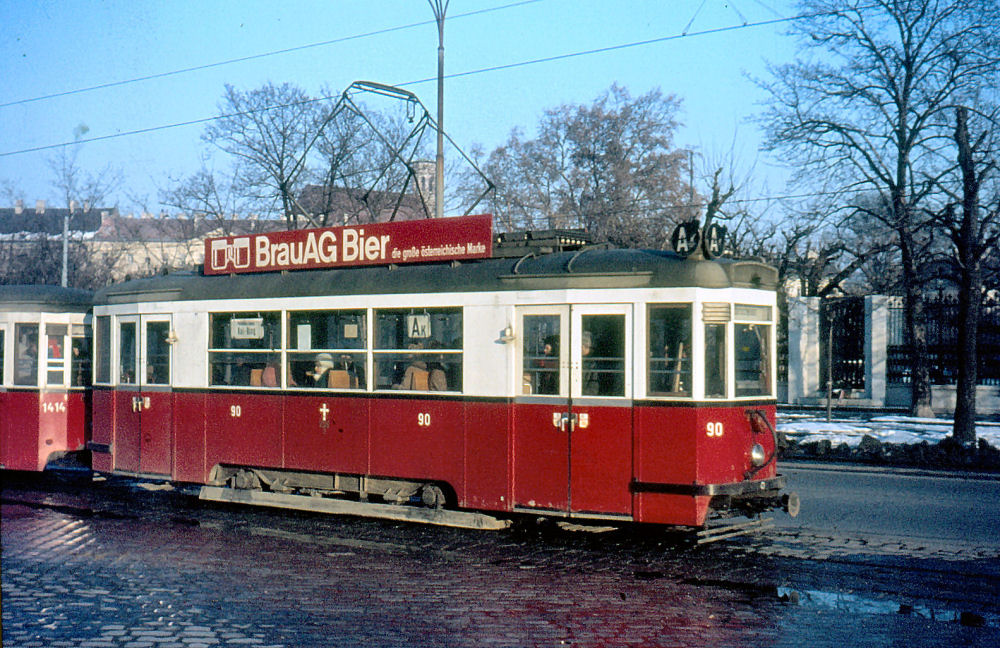
Seitenansicht eines B-Triebwagens
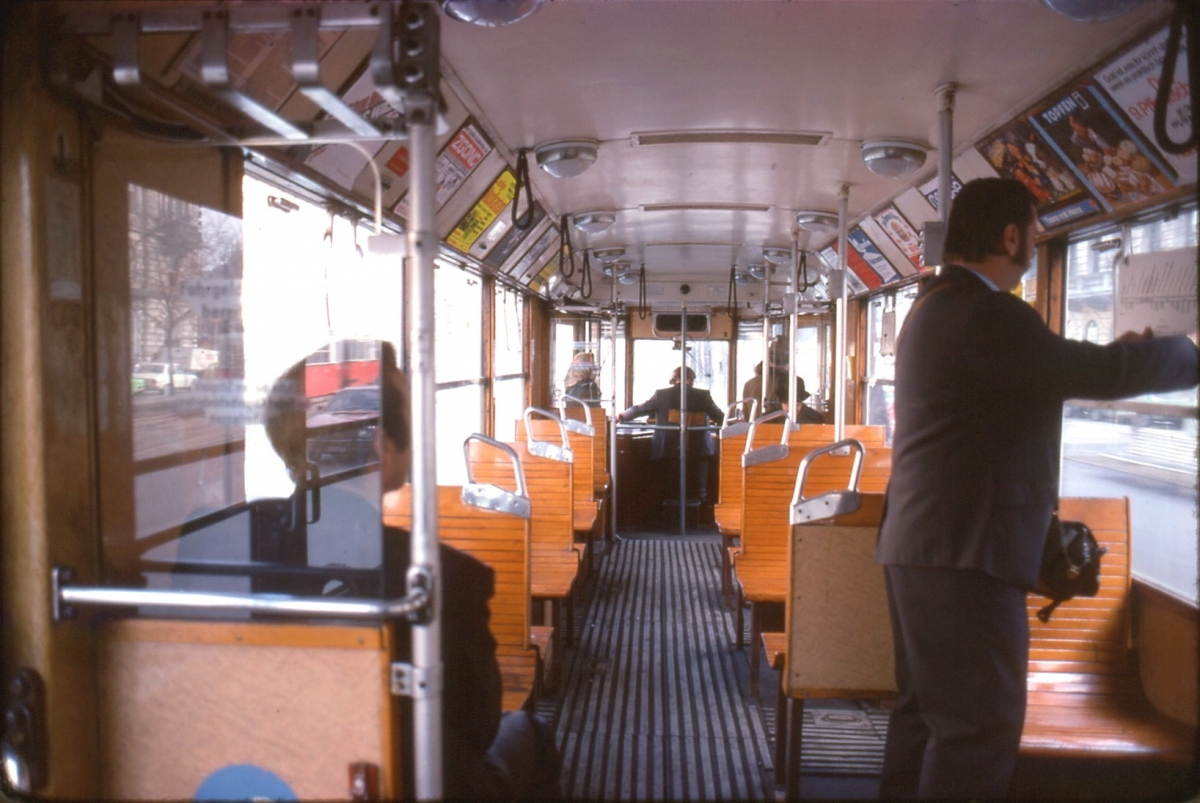
Innenraum eines Triebwagens
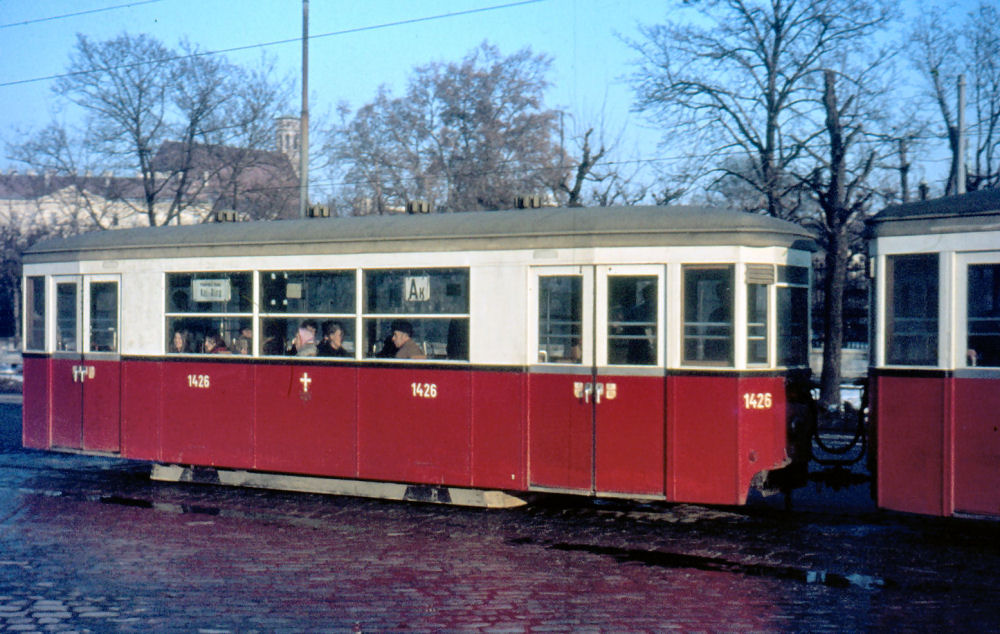
Seitenansicht eines b-Beiwagens
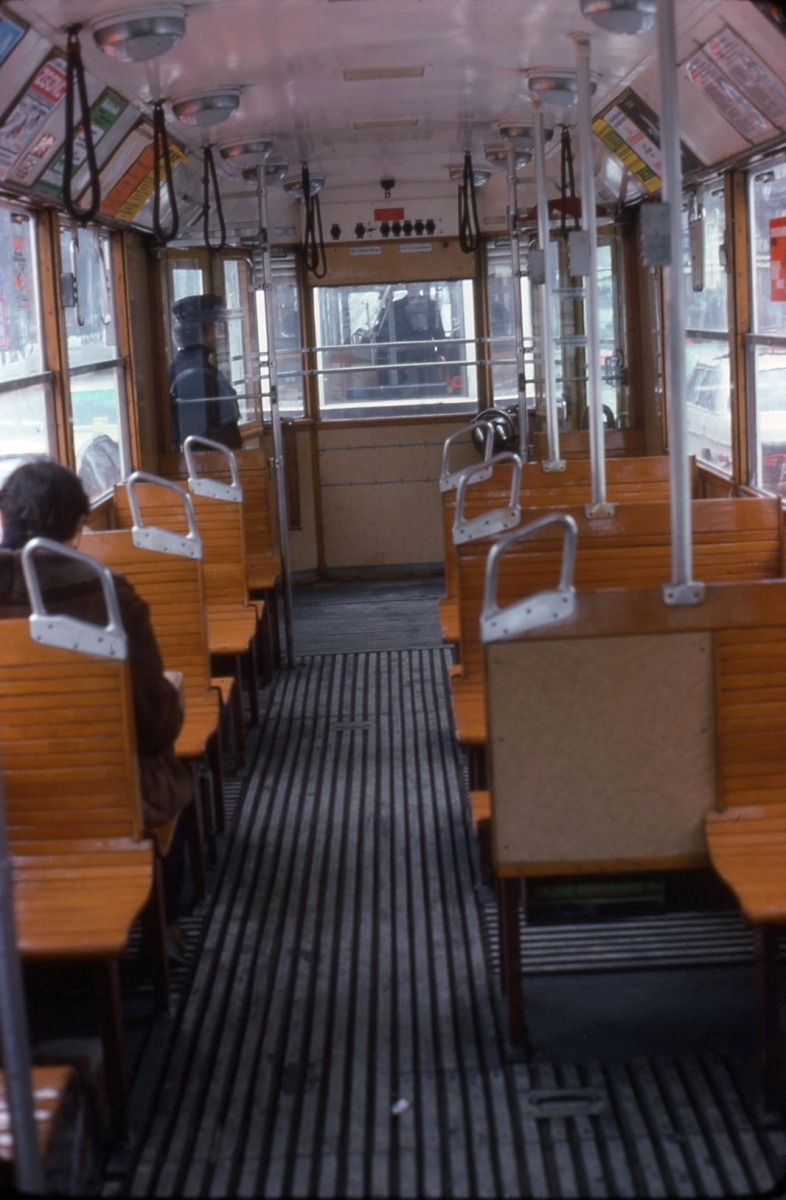
Innenraum eines Beiwagens
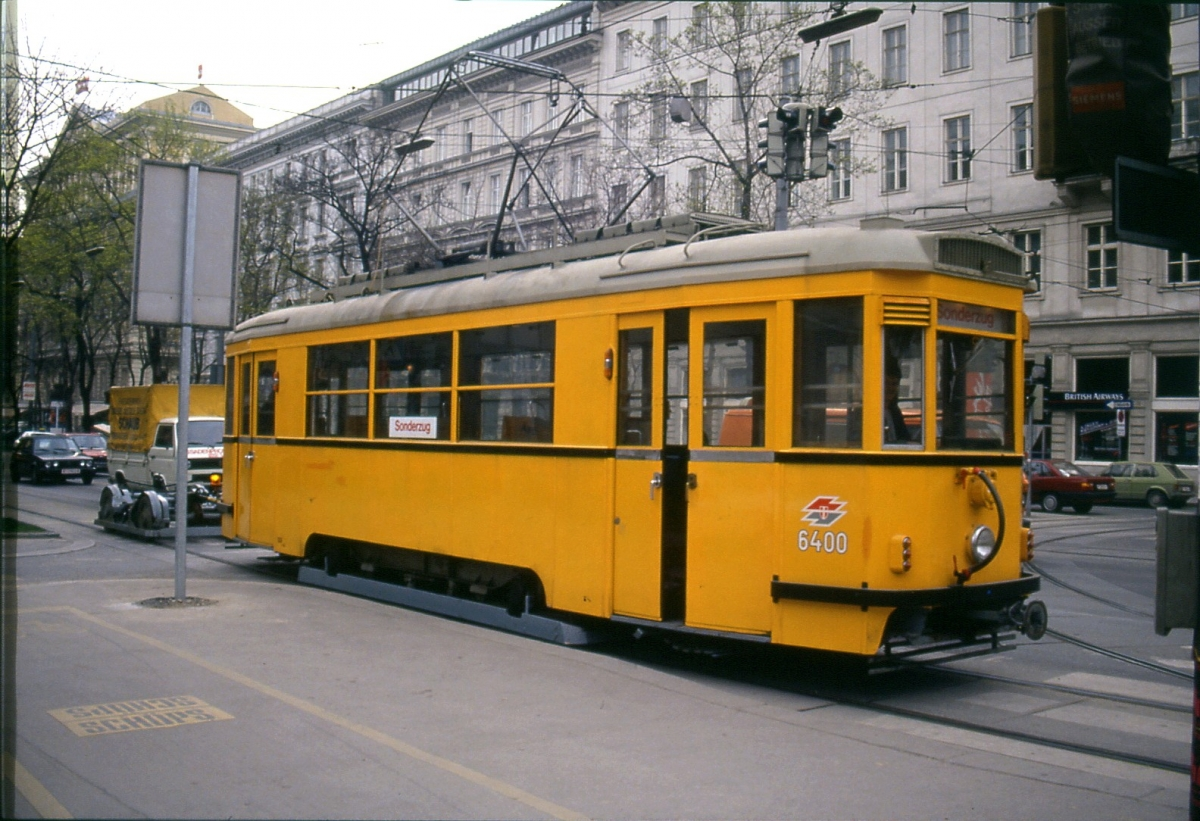
Arbeitstriebwagen Type BH
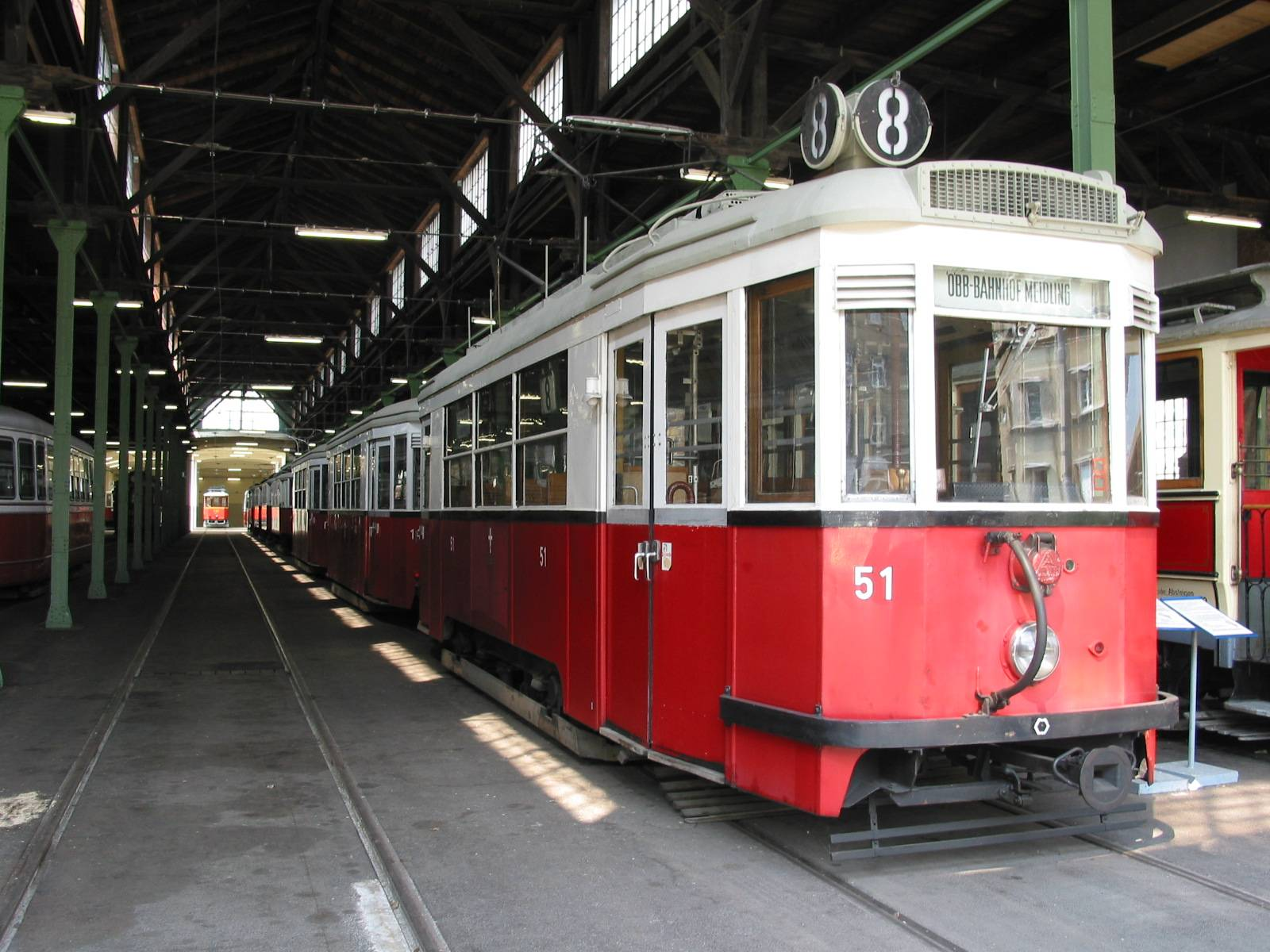
B/b-Dreiwagenzug im Verkehrsmuseum Remise